# ルスタム・イブラエフ
ルスタム・イブラエフ（Rustam Ibrayev 1991年5月21日- ）はカザフスタン出身の柔道選手。階級は60kg級。 

## 人物
2014年のグランドスラム・東京60kg級で3位になった。2015年のグランプリ・デュッセルドルフで3位になると、グランドスラム・バクーでは優勝を飾った。地元カザフスタンのアスタナで開催された世界選手権では、準決勝で世界チャンピオンであるモンゴルのガンバット・ボルドバータルを破るが、決勝では同じカザフスタンのエルドス・スメトフに指導1で敗れたものの2位になった。リオデジャネイロオリンピックにはスメトフがいたために出場できなかった。

## 主な戦績
- 2012年 - ワールドカップ・タシュケント　3位
- 2013年 - ヨーロッパオープン・ワルシャワ　3位
- 2013年 - ユニバーシアード　7位
- 2013年 - グランプリ・アルマトイ　3位
- 2014年 - グランドスラム・東京　3位
- 2015年 - グランプリ・デュッセルドルフ　3位
- 2015年 - グランドスラム・バクー　優勝
- 2015年 - 世界選手権 2位
- 2015年 - グランドスラム・アブダビ　3位
- 2016年 - グランプリ・アルマトイ　2位
- 2017年 - ユニバーシアード　3位

(出典、JudoInside.com)